# 고성성당
고성성당은 대한민국의 대구광역시 북구 옥산로 112 (고성동3가)에 위치한 천주교 대구대교구 1대리구 2지역의 성당이다. 1958년 10월 28일에 설립하였다.

## 교통편
- 대구 도시철도 3호선 북구청역

## 같이 보기
- 천주교 대구대교구